# Fiat Coupé
Fiat Coupé — спортивний автомобіль в кузові купе, що виготовлявся італійською компанією Fiat з початку 1994 до кінця 2000 року. Кузов автомобіля розроблений фахівцями Pininfarina.

## Опис

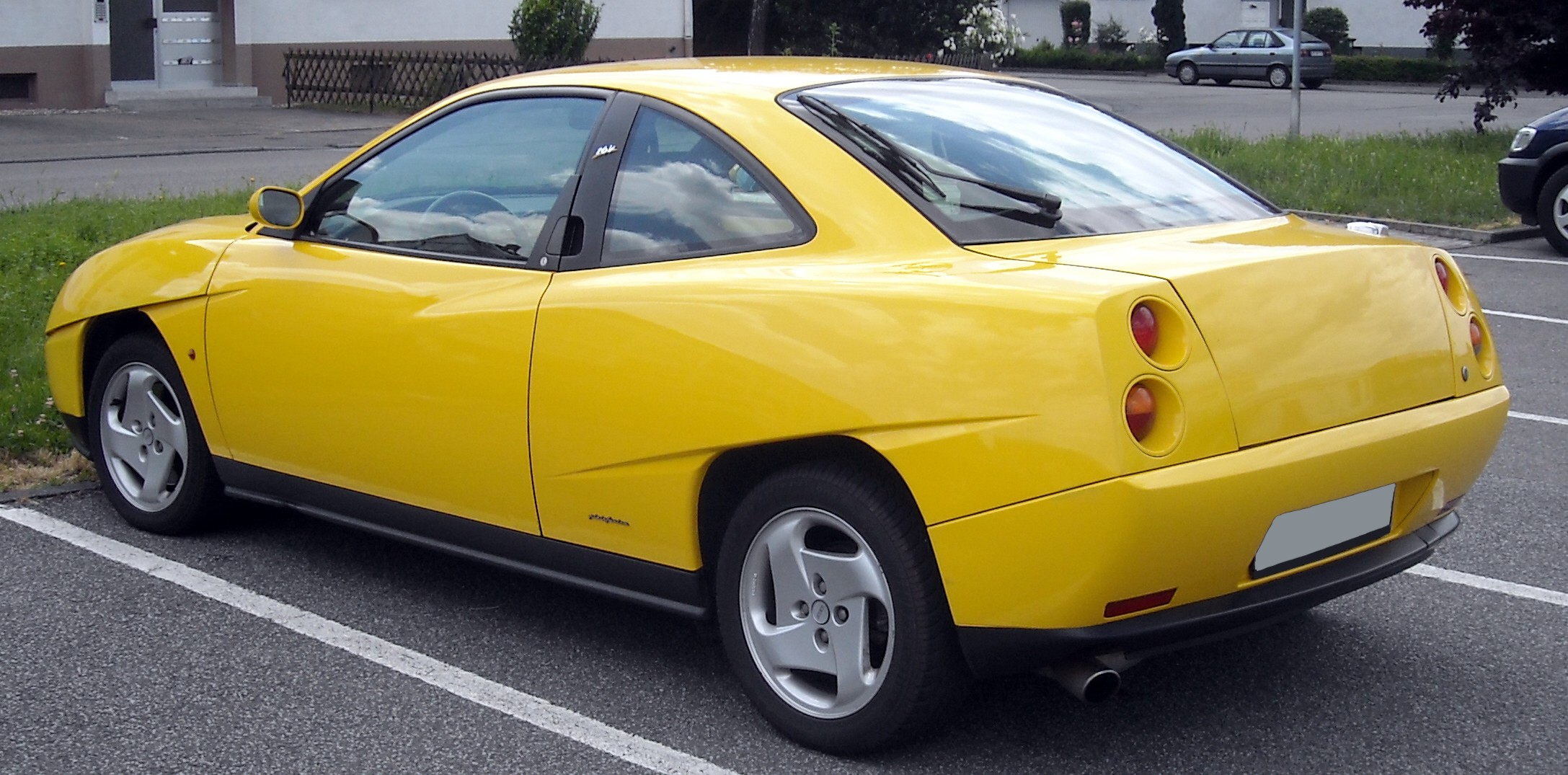
Fiat Coupé

З весни 1995 до середини 2005 року Fiat виготовляв родстер Barchetta, що також повинен був підкреслити спортивний імідж компанії. На відміну від Barchetta моделі Coupé були доступні з різноманітними двигунами.

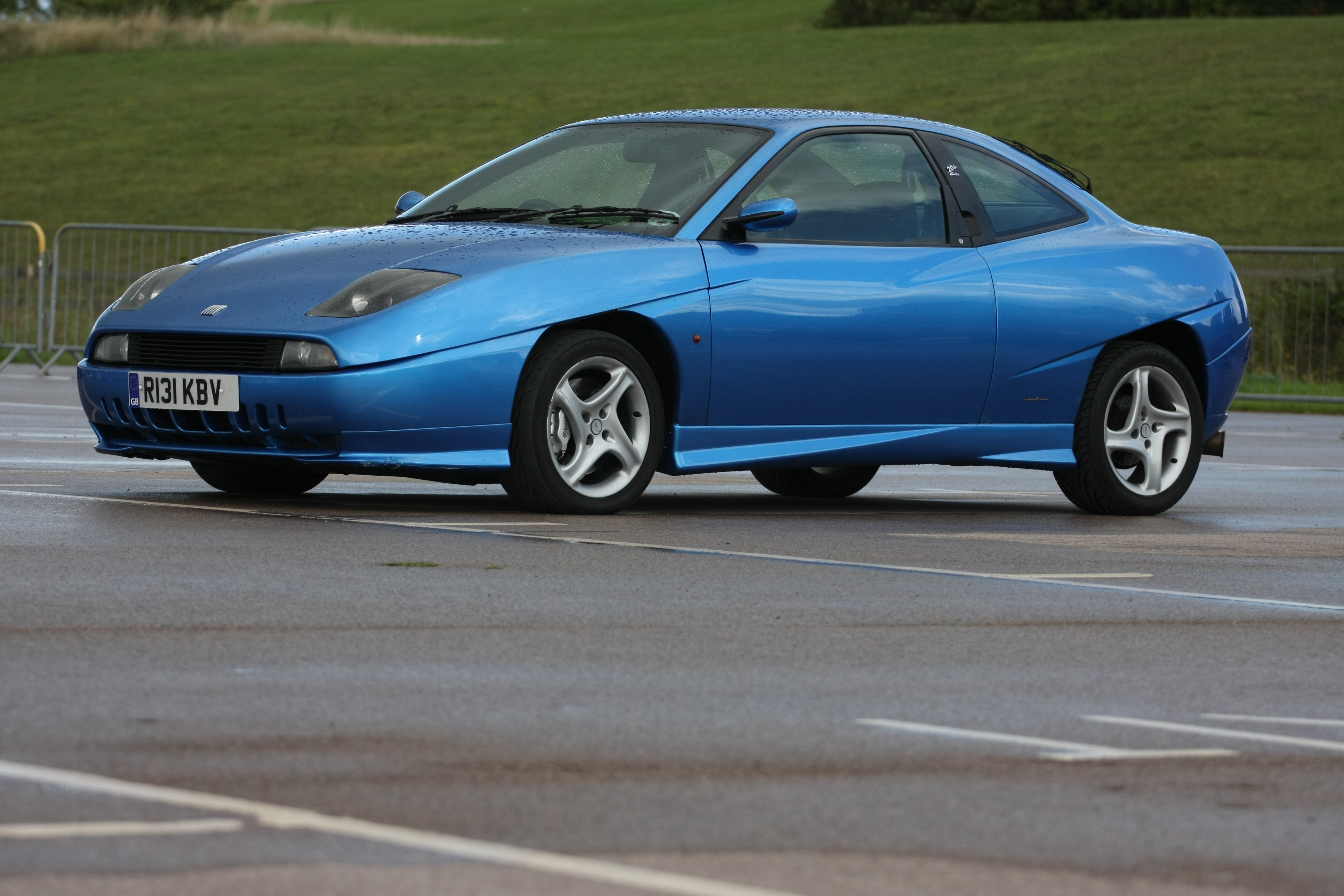
Fiat Coupé Turbo

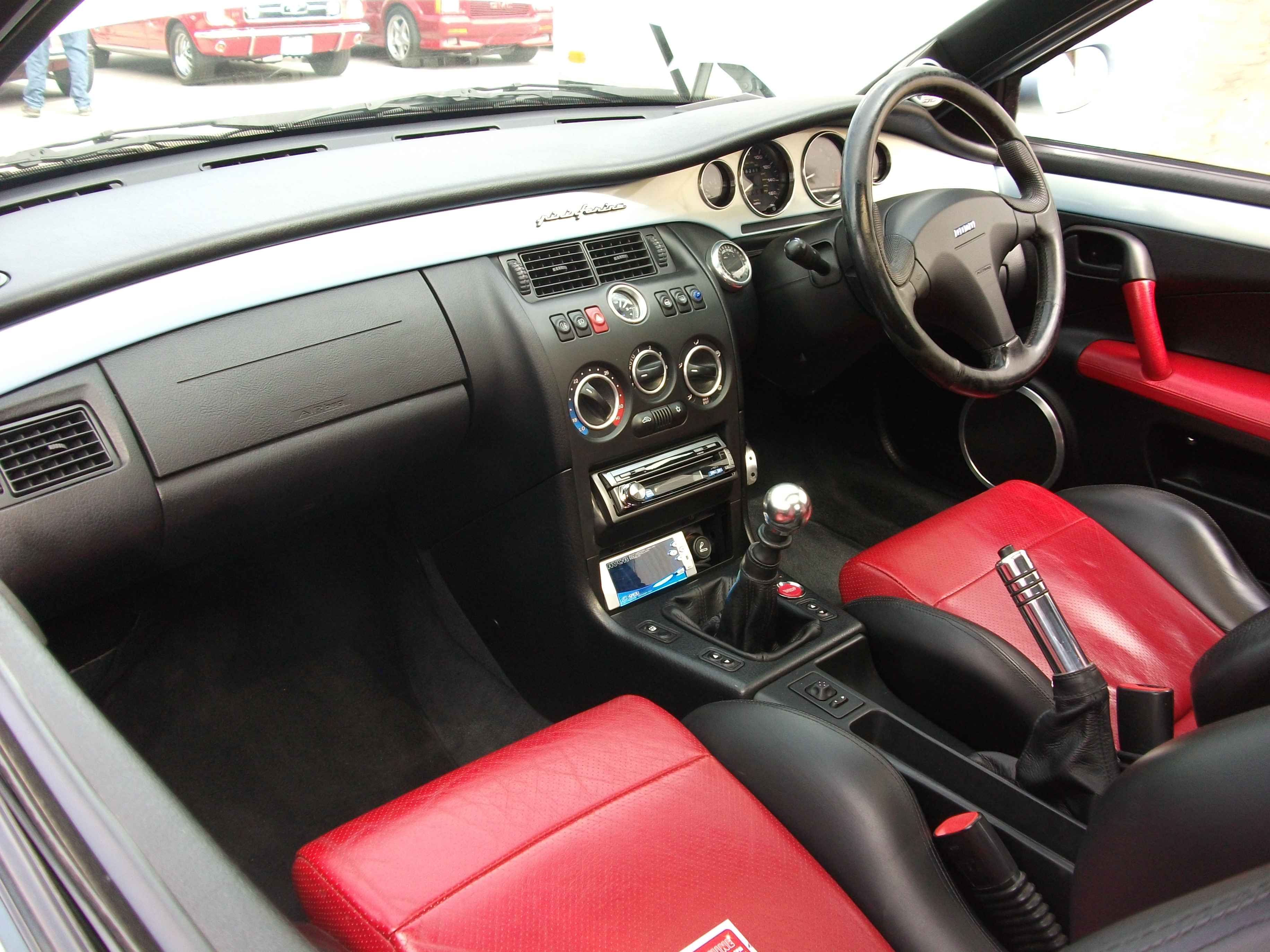

Всього існує два покоління цієї моделі: перше випускалося з 1995 до 1996 року, а друге з 1996 по 2000 рік. Обидва покоління виготовлялися на заводі Fiat у Турині, Італія. Основними конкурентами автомобіля називають: Toyota MR2, Honda Integra Type-R і Alfa Romeo GTV. 
Над зовнішнім виглядом автомобіля працювало ательє Pininfarina, завдяки чому автомобіль вийшов таким яскравим і динамічним зі стрімкими і трохи агресивними лініями кузова. Характер автомобіля підкреслять червоними супортами і полірованою алюмінієвою кришкою бензобака, такою як у гоночних автомобілів. Передню частину Fiat Coupe прикрашають злегка опуклі протитуманні фари і вузька довгаста решітка радіатора. Габарити автомобіля рівні: довжина — 4250 мм, ширина — 1766 мм, висота — 1340 мм. 
Фіат Купе комплектується 2,0-літровим 4-циліндровим двигуном — простим або ж з турбонаддувом. Двигун без турбонаддува має потужність 143 кінських сили, а з турбонаддувом — 196 к.с. У 1995 році автомобіль став оснащуватися 2,0-літровим 5-циліндровим двигуном також у двох варіантах — простий (155 к.с.) і з турбонаддувом (221 к.с.). 2,0-літровий двигун вважається найбільш потужним і здатний розігнати автомобіль з 0 до 100 км/год за 6,5 секунд. Мотор агрегатується з 5-ступінчастою механічною коробкою передач, або ж з 6-ступінчастою механічною КП. 

### Двигуни
| Модель                      | Об'єм     | Циліндри  | Потужність              | Крутний момент        | Роки виробництва |           |
| Бензинові                   | Бензинові | Бензинові | Бензинові               | Бензинові             | Бензинові        | Бензинові |
| --------------------------- | --------- | --------- | ----------------------- | --------------------- | ---------------- | --------- |
| 1.8 16V                     | 1747 см³  | 4         | 131 к.с. при 6300 об/хв | 164 Нм при 4300 об/хв | 06/1996–12/2000  |           |
| 2.0 16V                     | 1995 см³  | 4         | 139 к.с. при 6000 об/хв | 180 Нм при 4500 об/хв | 01/1994–07/1996  |           |
| 2.0 Fiat Family C 20V       | 1998 см³  | 5         | 147 к.с. при 6100 об/хв | 186 Нм при 4500 об/хв | 10/1996–04/1998  |           |
| 2.0 Fiat Family C 20V       | 1998 см³  | 5         | 154 к.с. при 6500 об/хв | 186 Нм при 3750 об/хв | 05/1998–12/2000  |           |
| 2.0 Fiat Twin Cam 16V Turbo | 1995 см³  | 4         | 190 к.с. при 5500 об/хв | 290 Нм при 3400 об/хв | 01/1994–07/1996  |           |
| 2.0 Fiat Family C 20V Turbo | 1998 см³  | 5         | 220 к.с. при 5750 об/хв | 310 Нм при 2500 об/хв | 10/1996–12/2000  |           |

| Рік    | Авто   |
| ------ | ------ |
| 1993   | 119    |
| 1994   | 17,619 |
| 1995   | 13,732 |
| 1996   | 11,273 |
| 1997   | 12,288 |
| 1998   | 9,042  |
| 1999   | 6,332  |
| 2000   | 2,357  |
| Всього | 72,762 |